# Kordofan Meridionale
Il Kordofan Meridionale (in arabo جنوب كردفان‎?, Janūb Kurdufān) è uno dei quindici wilayat, o stati, del Sudan.
Copre una superficie di 158.355 km² ma altre fonti non sono d'accordo sulla precisa superficie dello stato. Il Governo del Sudan dice che esso ha una superficie di 970.470 km², Statoids parla di 158.355 km² e l'International Crisis Group parla invece di 120.000 km².
Ha una popolazione di circa 1.100.000 abitanti (2000). Kaduqli è la sua capitale.
Tre fosse comuni sono state individuate in questa regione dal Satellite Sentinel Project il 14 luglio 2011, che secondo alcuni testimoni sarebbero state utilizzate per seppellire centinaia di persone nel mese precedente.

## Distretti del Kordofan Meridionale
- Abyei

## Città del Kordofan Meridionale
- Kaduqli (capitale)